# فاندربيلت (نيفادا)
فاندربيلت (بالإنجليزية: Vanderbilt, Nevada)‏ هي مدينة أشباح تقع في الولايات المتحدة في مقاطعة يوريكا، نيفادا. يقدر عدد سكانها بـ 0 نسمة وترتفع عن سطح البحر 2,246.4 متر.